# ラフモン・ナビエフ

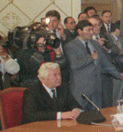
白髪の人物がラフモン・ナビエフ

ラフモン・ナビエフ（タジク語: Раҳмон Набиев、1930年10月5日 - 1993年4月10日）は、ソ連、タジキスタンの政治家、タジキスタン共和国の初代大統領。第9期から第11期までソ連最高会議代議員、1976年から1986年までソ連共産党中央委員会委員。

## 経歴
- 1946年-1949年 - コルホーズの帳簿係。
- 1949年-1954年 - 大学生。
- 1954年-1960年 - 国際電話局主任技師、地区電話局主任技師、局長。
- 1960年-1961年 - タジキスタン農業省総局長、「タジク農業機械」副代表。
- 1961年-1963年 - タジキスタン共和国中央委員会課副主任、主任。
- 1963年-1964年 - ソ連共産党中央委員会中央アジア局監察官。
- 1964年-1971年 - タジキスタン共産党中央委員会農業課監察官、主任。
- 1971年-1973年 - タジキスタン農業相
- 1973年-1982年 - タジキスタン閣僚会議議長兼外務相
- 1982年-1985年 - タジキスタン共産党中央委員会第一書記。
- 1986年-1991年 - タジク共和国自然保護協会会長。

1990年11月30日、タジキスタン最高会議での大統領選挙において、89：131でカハル・マフカモフに敗北。
1991年9月23日、タジキスタン最高会議緊急会議において、最高会議議長兼大統領代行に選出される。
1991年11月24日、普通選挙においてタジキスタン大統領に選出。1992年9月7日、野党の圧力の下辞任した。
1993年4月10日、62歳で死去。

## パーソナル・データ
レニナバード州ホジェント地区シャイフブルハン村出身。タシケント灌漑・農業機械化技師大学を卒業（1954年）。
レーニン勲章、十月革命勲章、3個の労働赤旗勲章を受章。